# Краснопоясничный венилиорнис
Краснопоясничный венилиорнис (лат. Veniliornis kirkii) — вид птиц из семейства дятловых.

## Распространение
Гнездятся в ареале, простирающимся от Коста-Рики на юг и восток до Эквадора, Венесуэлы, Тринидада и Тобаго.

## Описание
Длина тела 16,5 см, вес 28 г. Взрослые особи окрашены в основном в оливково-золотой гамме, за исключением нескольких пятен на крыльях. Клюв чёрный, хвост черновато-коричневый. У взрослых самцов красная корона и жёлтая задняя поверхность шеи. Взрослые самки имеют тёмно-коричневую корону и оранжево-коричневую заднюю поверхность шеи.

## Биология
Питаются преимущественно насекомыми. В кладке бывает два или три белых яйца, откладываемых в полость, выдалбливаемую в мёртвом дереве.
МСОП присвоил виду охранный статус LC.